# Gorilas na cultura popular
As representações de gorilas são comuns na cultura popular do mundo ocidental.

## Arte
- O escultor francês Emmanuel Frémiet recebeu uma medalha de honra no Salão de 1887 por seu magistral Gorilla levando uma mulher ("Gorille enlevant une Femme" ). A escultura mostra um gorila sequestrando uma mulher, algo completamente estranho ao comportamento real do gorila.[2]

## Música
- O álbum Constrictor (1994) de Alice Cooper traz uma canção intitulada "Thrill My Gorilla".[3]